# Lee Ho-suk
Ho-Suk Lee, né le 25 juin 1986 à Séoul, est un patineur de patinage de vitesse sur piste courte sud-coréen. Un des meilleurs patineurs au monde derrière Ahn Hyun-Soo, il a été trois fois médaillé d'or aux Championnats du monde junior de 2003 à 2005 et deux fois chez les seniors en 2009 et 2010. Aux Jeux olympiques, il a gagné le titre en relais en 2006 ainsi que quatre médailles d'argent dont trois en individuel.

## Palmarès

### Jeux olympiques
- Médaille d'or en relais sur 5000 m, aux Jeux olympiques d'hiver de 2006 à Turin
- Médaille d'argent sur 1500 m, aux Jeux olympiques d'hiver de 2006 à Turin
- Médaille d'argent sur 1000 m, aux Jeux olympiques d'hiver de 2006 à Turin
- Médaille d'argent sur 1000 m, aux Jeux olympiques d'hiver de 2010 à Vancouver
- Médaille d'argent sur relais 5000 m, aux Jeux olympiques d'hiver de 2010 à Vancouver

### Championnats du monde
- Médaille d'or du classement général en 2009 à Vienne
- Médaille d'or du classement général en 2010 à Sofia
- Médaille d'argent du classement général en 2006 à Minneapolis
- Médaille d'argent du classement général en 2008 à Gangneung

### Coupe du monde
- 2e de la coupe du monde 2005